# The Voice (franquia)
The Voice é uma franquia internacional de realities shows de competição de canto. É baseado no reality show The Voice of Holland, originalmente criado pelo produtor holandês John de Mol e pelo cantor holandês Roel van Velzen.
Tornou-se rival da franquia Idols, The Four, Rising Star e The X Factor. Até 2020, a franquia era propriedade da Talpa Network. O atual proprietário é ITV Studios.
Originado na Holanda, muitos outros países adaptaram o formato e começaram a exibir suas próprias versões a partir de 2010. Até agora, sete versões diferentes do The Voice foram produzidas por países/regiões ao redor do mundo. Alguns programas ainda mantêm o formato original do programa, enquanto a maioria deles é produzida com variações do formato adicionado.
A franquia mantém canais oficiais no YouTube chamados The Voice Global e La Voz Global (na versão em espanhol). Os canais carregam vídeos de compilação de apresentações do The Voice em todo o mundo. O canal The Voice Global tem atualmente mais de dez milhões de assinantes. Outros canais no YouTube, como Best of The Voice e Best of The Voice Kids também apresentam compilações das apresentações.

## História
John de Mol Jr., da Talpa, criador do Big Brother, concebeu o conceito do The Voice pela primeira vez com o cantor holandês Roel van Velzen. Erland Galjaard, um diretor de programa holandês, perguntou a John de Mol se ele poderia criar um formato que fosse um passo além do The X Factor. De Mol então teve a ideia do Blind Audition. Ele queria que a imagem do programa focasse apenas na qualidade do canto, então os treinadores deveriam ser os melhores artistas da indústria musical. O conceito de cadeiras rotativas foi inventado por Roel van Velzen. Seria também o primeiro show de talentos em que a mídia social estava ativamente envolvida.
Em 17 de setembro de 2010, The Voice of Holland começou a ir ao ar na RTL 4 com Angela Groothuizen, Roel van Velzen, Nick & Simon e Jeroen van der Boom como juízes-mentores (apelidados de "treinadores") do programa. O show provou ser um sucesso instantâneo na Holanda.